# Wettinia anomala
Espèce
Synonymes
- Catoblastus anomalus (Burret) Burret[1]
- Catostigma anomalum Burret[1]

Statut de conservation UICN

 LC  : Préoccupation mineure
Wettinia anomala est une espèce de plantes de la famille des Arecaceae (les palmiers).

## Publication originale
- Caldasia 17: 368. 1995.